# أندريس فيرو
أندريس فيرو هو لاعب كرة قدم فنزويلي، ولد في 2 أغسطس 2001.

## وصلات خارجية
- أندريس فيرو على موقع قاعدة بيانات كرة القدم.إي يو (الإنجليزية)
- أندريس فيرو على موقع ناشيونال فوتبول تيمز (الإنجليزية)
- أندريس فيرو على موقع Soccerway.com (الإنجليزية)